# Člupek
Člupek je místní část obce Němčice. Nachází se v Pardubickém kraji, v okresu Svitavy, asi šest kilometru severovýchodně od historického města Litomyšl. V roce 1991 žilo v této místní části 220 obyvatel.

## Historie
První písemná zmínka o Člupku pochází z roku 1402. Koncem 15. století žil na Člupku loupeživý rytíř Mikuláš Člupecký. Původně byl Člupek dvorem s tvrzí, byl majetkem zemanské rodiny Člupeckých z Člupku, a to až do roku 1543, kdy je od Martina Člupeckého z Člupku koupil Bohuš Kostka z Postupic, majitel Litomyšle. Ten sice v roce 1547 ztratil litomyšlské panství jako trest za účast v protihabsburském povstání, avšak Člupek jeho rodu zůstal. Roku 1652 již Člupek patřil Janu Fridrichovi z Trauttmansdorffu, dalšímu z majitelů Litomyšle. V roce 1695 nechal Jana Fridrich dvůr rozparcelovat. Půda byla přidělena poddaným a tak vznikla dnešní ves.
Po roce 1851 byl Člupek společně s Pudilkou připojen k obci Němčice.

## Jméno
Jméno Člupek pochází ze staročeského byl zdrobnělinou ke slovu člup, který označoval kopec, vrch. Člupek tedy znamenal kopeček, hůrku. Tak podle své polohy byl nazván dvůr s tvrzí a jméno se přeneslo i na zemanskou rodinu, které tento majetek patřil.

## Topografie
Člupek leží severovýchodně od centrální části obce Němčice, od níž není oddělen žádným výrazným krajinným nebo architektonickým prvkem. Člupek se rozkládá kolem silnice II.třídy č. 358, a to mezi centrálními Němčicemi a místní částí Zhoř, resp. mezi městy Litomyšl a Česká Třebová. Místní komunikace do Vlčkova spojuje Člupek s další místní částí Němčic – Pudilkou. U křižovatky těchto komunikací se nachází náves s autobusovou zastávkou a obchodem se smíšeným zbožím.

## Pamětihodnosti
V druhé polovině 19. století byla na Člupku postavena kaple zasvěcená sv. Anně. Na Člupku se nacházejí dva mlýny z unikátní soustavy osmi vodních mlýnů v Němčicích.

## Kultura
Na Člupku žije významná[zdroj?] česká sochařka Vítězslava Morávková; část svého díla vystavuje na zahradě rodinného domu.

## Další fotografie

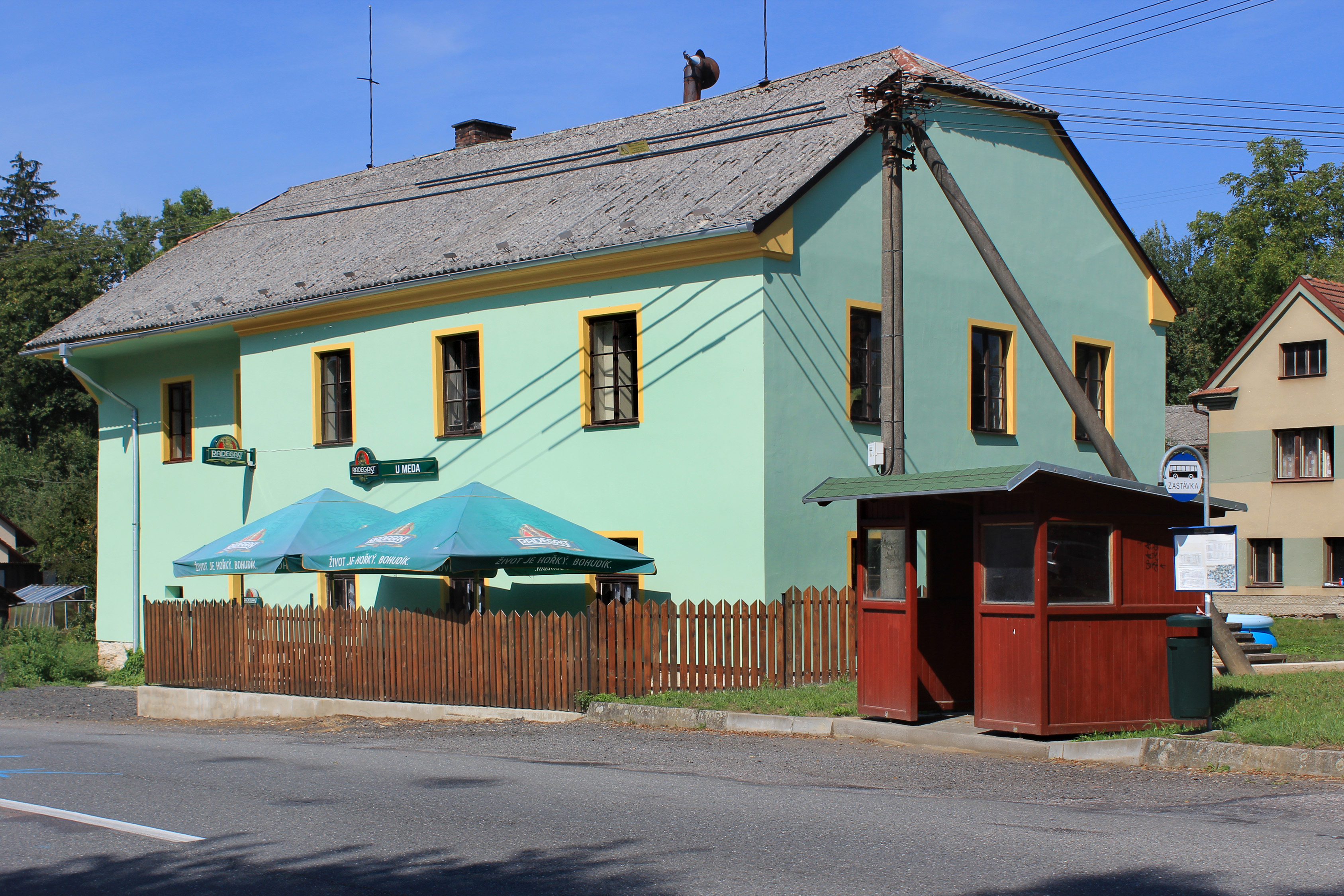
Restaurace u hlavní silnice
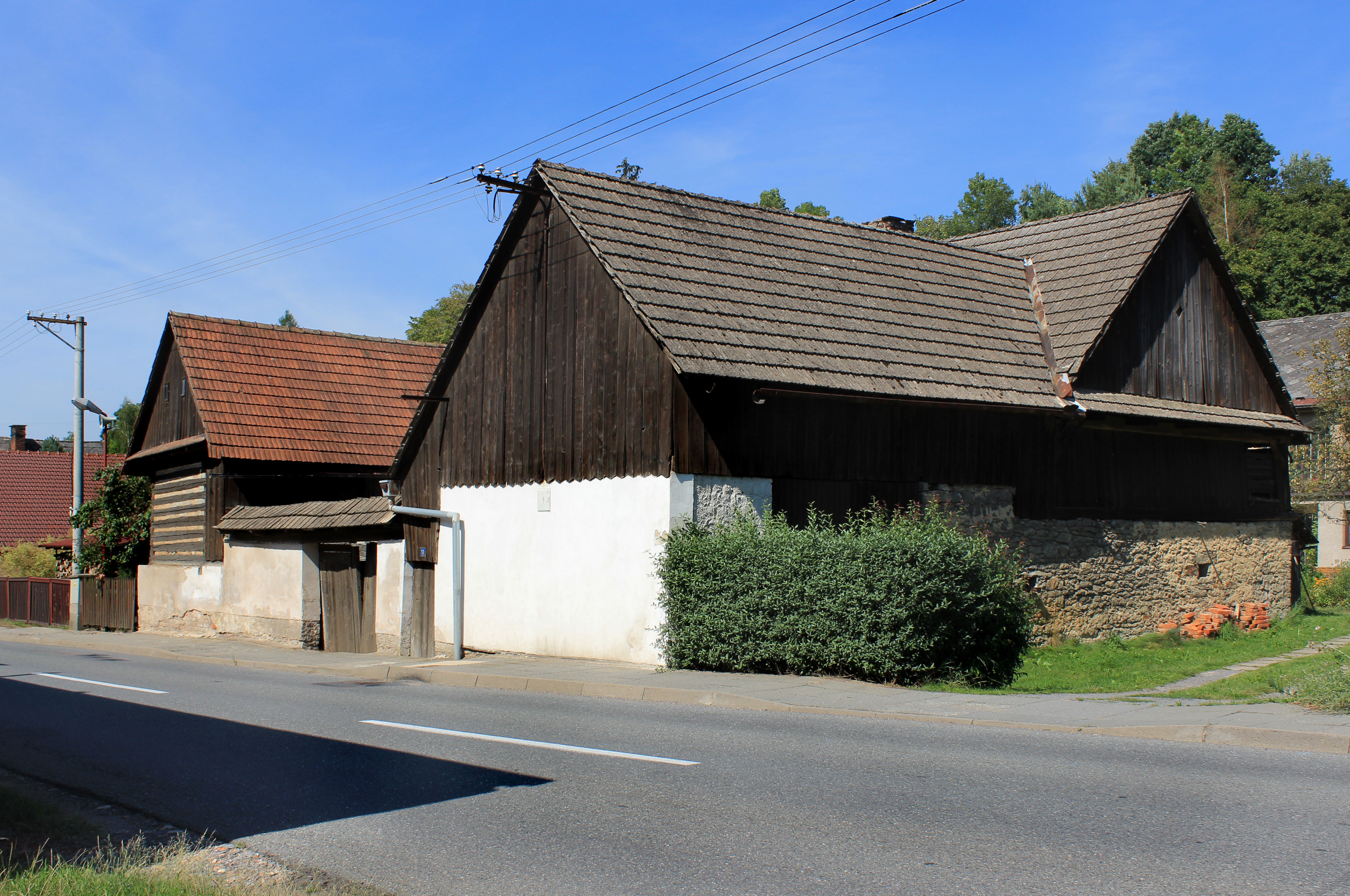
Dům čp. 12
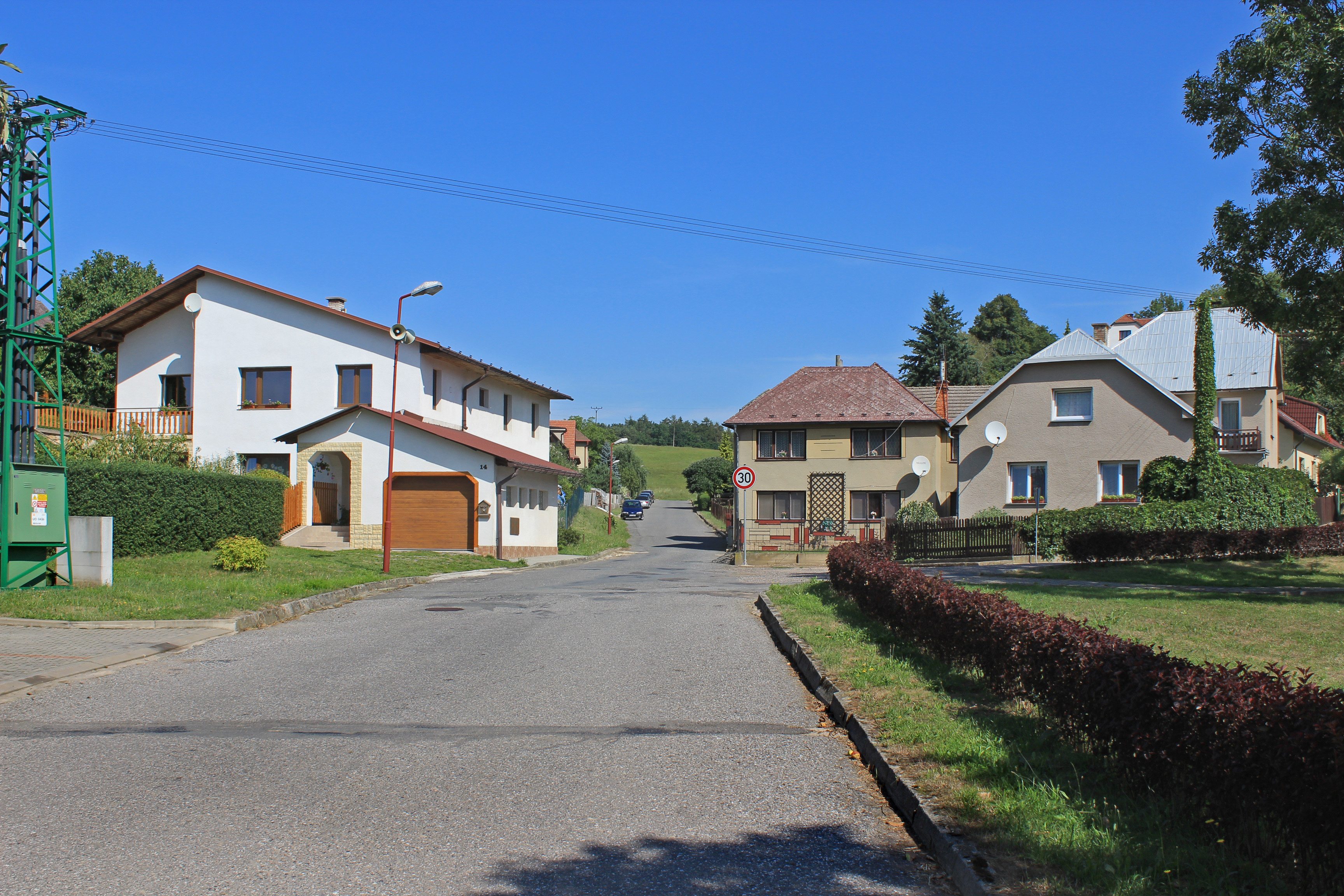
Silnice směrem k Pudilce